# 線鰻
線鰻為輻鰭魚綱鰻鱺目線鰻科的其中一個種。

## 分布
本魚分布於全球熱帶及溫帶之間的海域。

## 特徵
本魚體極長且細，尾纖細，肛門在胸鰭基部下方。個體節有一大側線孔，呈一橫線排列；肛門遠離胸鰭。上下頷延長成細長狀。眼大。齒排列緊密且細小，呈齒帶。鋤骨齒帶比上頷骨齒帶寬，二者幾乎覆蓋整個上頷。背鰭起點在鰓裂前上方。脊椎骨數181至212。體長為體高51.3倍，頭長之10.5倍；尾長為頭與軀幹10.6倍；頭長為吻長1.6倍；吻長為眼徑7.1倍。眼大。口裂超過眼後緣。上下頷突出且細長。舌固定。尾長，尾端纖細。尾期與背鰭、臀鰭相連。體上側灰色，下側黑色。雄性成熟期有兩頷縮短之變態行為。體長可達130公分。

## 生態
為深海性魚類，棲息在300至2000公尺深之水層中。

## 經濟利用
無利用之價值。